# カイル・リチャードソン
カイル・リチャードソン（Kyle Richardson, 1991年4月17日 - ）は、アメリカ合衆国出身のプロバスケットボール選手。Bリーグ（B1）の名古屋ダイヤモンドドルフィンズ所属。ポジションはスモールフォワード / パワーフォワード。2024年に日本国籍を取得。

## 経歴
- 2021年6月18日、岩手ビックブルズに加入[2]。
- 2022年12月27日、香川ファイブアローズに加入[3]。
- 2023年5月26日、鹿児島レブナイズに加入[4]。
- 2025年1月24日、越谷アルファーズに加入[5]。
- 2025年5月28日、名古屋ダイヤモンドドルフィンズに加入[6]。